# 京都ホテル観光ブライダル専門学校
京都ホテル観光ブライダル専門学校（きょうとホテルかんこうブライダルせんもんがっこう）は学校法人大和学園が運営する、京都府京都市中京区にある私立専修学校。ホテル、旅行、ブライダル分野の学科を有する。2020年4月にキャリエールホテル旅行専門学校より校名変更。

## 沿革
- 1990年（平成2年） - 大和学園、コーネル大学ホテル経営学部 (en) と教育交流[1][2]
- 1991年（平成3年） - キャリエール国際ビジネス専門学校を開校[1][2]
- 1995年（平成7年） - キャリエール国際ビジネス専門学校に厚生労働省認定[2]
- 1998年（平成10年） - キャリエールホテル旅行専門学校に校名変更[1][2]
- 2009年（平成21年） - ブライダル学科（2年制）を開設[1]
- 2013年（平成25年） - 3学科が職業実践専門課程に認定[1]
- 2020年（令和2年）  - 京都ホテル観光ブライダル専門学校に校名変更[1][2]
- 2021年（令和3年）  -ホスピタリティビジネス学科（1年制）を開設[1]
- 2021年（令和3年）  -京都ホテル観光ブライダル専門学校の学科コース改編[1]

## 学科・コース
ホテル学科
- 宿泊・料飲コース
- 上級ホテルコース[語学専攻]

ブライダル学科
- プランナー・スタイリストコース
- 上級ブライダルコース

旅行学科
ホスピタリティビジネス学科[留学生限定]

## 所在地
- 〒604-8006 京都市中京区河原町三条上ル

最寄り駅は、京都市営地下鉄京都市役所前駅、京阪本線三条駅、阪急電鉄京都河原町駅